# FN Meka
 (décembre 2022).
La mise en forme du texte ne suit pas les recommandations de Wikipédia : il faut le « wikifier ».
Les points d'amélioration suivants sont les cas les plus fréquents :
- Les titres sont pré-formatés par le logiciel. Ils ne sont ni en capitales, ni en gras.
- Le texte ne doit pas être écrit en capitales (les noms de famille non plus), ni en gras, ni en italique, ni en « petit »…
- Le gras n'est utilisé que pour surligner le titre de l'article dans l'introduction, une seule fois.
- L'italique est rarement utilisé : mots en langue étrangère, titres d'œuvres, noms de bateaux, etc.
- Les citations ne sont pas en italique mais en corps de texte normal. Elles sont entourées par des guillemets français : « et ».
- Les listes à puces sont à éviter, des paragraphes rédigés étant largement préférés. Les tableaux sont à réserver à la présentation de données structurées (résultats, etc.).
- Les appels de note de bas de page (petits chiffres en exposant, introduits par l'outil «  Source ») sont à placer entre la fin de phrase et le point final[comme ça].
- Les liens internes (vers d'autres articles de Wikipédia) sont à choisir avec parcimonie. Créez des liens vers des articles approfondissant le sujet. Les termes génériques sans rapport avec le sujet sont à éviter, ainsi que les répétitions de liens vers un même terme.
- Les liens externes sont à placer uniquement dans une section « Liens externes », à la fin de l'article. Ces liens sont à choisir avec parcimonie suivant les règles définies. Si un lien sert de source à l'article, son insertion dans le texte est à faire par les notes de bas de page.
- La présentation des références doit suivre les conventions bibliographiques. Il est recommandé d'utiliser les modèles {{Ouvrage}}, {{Chapitre}}, {{Article}}, {{Lien web}} et/ou {{Bibliographie}}. Le mode d'édition visuel peut mettre en forme automatiquement les références.
- Insérer une infobox (cadre d'informations à droite) n'est pas obligatoire pour parachever la mise en page.

Pour une aide détaillée, merci de consulter Aide:Wikification.
Si vous pensez que ces points ont été résolus, vous pouvez retirer ce bandeau et améliorer la mise en forme d'un autre article.
 (décembre 2022).
FN Meka est un rappeur américain de fiction développé à l'origine par Brandon Le en 2019 dans le cadre de la société Factory New, Anthony Martini ayant rejoint le projet début 2020 en tant que cofondateur. Autodécrit comme un "rappeur virtuel", le projet avait affirmé que la musique et les paroles étaient générées par une intelligence artificielle à l'aide de milliers de points de données compilés à partir de jeux vidéo et des réseaux sociaux. Cette affirmation a ensuite été remise en question lorsque le rappeur Kyle the Hooligan, basé à Houston, au Texas, a affirmé être la voix humaine anonyme derrière FN Meka,,. Il est actuellement[Quand ?] le rappeur virtuel le plus en vue, avec plus de 10 millions d'adeptes et plus d'un milliard de vues sur TikTok. 
FN Meka a bénéficié d'une couverture médiatique lorsqu'il a été signé chez Capitol Records le 14 août 2022, devenant ainsi le premier "rappeur généré par l'IA" à être signé par un grand label. Toutefois, en raison de la controverse suscitée par ses stéréotypes sur les Noirs, Capitol a retiré FN Meka de son label dix jours plus tard, le 23 août 2022.

## Caractérisation
L'avatar de FN Meka apparaît comme un cyborg masculin noir,. Factory New a affirmé que tout le personnage et la musique de FN Meka, à l'exception de sa voix, était uniquement basé sur l'intelligence artificielle (IA). L'IA, selon Martini, analysait les chansons et les jeux vidéo populaires et générait ensuite des recommandations pour le contenu lyrique, les accords, la mélodie, le tempo et les sons. La technologie propriétaire censée être utilisée dans le développement des chansons de FN Meka a été fournie par la société de musique Vydia. Cependant, Martini est revenu plus tard sur ces déclarations, affirmant qu'il avait fait ces affirmations pour "créer une intrigue et fournir une couverture pour les chansons de l'époque qui n'étaient pas prêtes à être examinées". FN Meka a également la capacité de vendre des objets virtuels et des jetons non fongible (NFT). En mars 2021, FN Meka (en collaboration avec RTFKT) a vendu un NFT d'un "porta-potty Lamborghini" pour 6 432 $ sur SuperRare,.

## Histoire

### Développement
FN Meka a été conçu en 2019 par Brandon Le, à l'origine pour vendre des jetons non fongibles. Après que sa fille lui a montré FN Meka sur Instagram, le chef d'entreprise américain Anthony Martini a décidé de s'associer à Le et a rejoint début 2020 sa société, Factory New, un label de disques créé exclusivement pour les artistes virtuels. Selon Anthony Martini, la vision de Factory New repose principalement sur la conviction que, les avatars virtuels n'ayant pas d'âge, il est possible de créer une franchise d'artistes musicaux virtuels avec des avatars purement virtuels : "Nous nous inspirons d'une société comme Marvel, par opposition à une maison de disques. Il y a un moyen de permettre une carrière beaucoup plus longue si vous construisez une franchise, et nous allons commencer à créer un univers de personnages musicaux". Martini a également déclaré qu'il pensait que les Artists and Repertoire traditionnels (A&R) étaient "inefficaces et peu fiables", et que l'utilisation conjointe d'avatars virtuels et de l'intelligence artificielle augmenterait le taux de réussite de la création d'artistes musicaux à succès et produirait plus de singles et de musique à succès. FN Meka est le premier signataire de Factory New.

### 2019-2022: Montée en puissance sur TikTok
FN Meka a fait ses débuts en avril 2019. En avril 2020, FN Meka avait obtenu 1,6 million de followers sur TikTok, et en 2021, il avait récolté dix millions de followers et plus d'un milliard de vues sur TikTok, ce qui en faisait le rappeur virtuel le plus en vue. Il a également accumulé un nombre relativement plus faible de followers sur Instagram, soit deux cent six mille followers,,.

### De 2022 à aujourd'hui: Controverse avec Capitol Records
Le 14 août 2022, Capitol Records a annoncé qu'il avait "signé" FN Meka sur son label, FN Meka devenant ainsi le tout premier rappeur généré par une IA à être signé sur un label majeur. Le même jour, Capitol a publié le premier single de Meka sur le label, "Florida Water", une collaboration avec Gunna, le joueur professionnel de Fortnite Clix, Turbo et DJ Holiday.
Peu de temps après sa signature sur le label, FN Meka a commencé à recevoir des critiques de la part de divers organes de presse concernant sa collaboration avec Gunna, qui est actuellement incarcéré pour racket, et aussi son stéréotype racial perçu des personnes noires, et a été décrit comme une caricature. Il a suscité d'intenses critiques après qu'il a été spéculé qu'aucune personne noire n'était directement impliquée dans la création de FN Meka, l'un de ses créateurs connus étant blanc et l'autre asiatique ; cela a été jugé problématique en raison de l'utilisation par Meka du mot "N" dans plusieurs de ses chansons, y compris "Florida Water",. Depuis lors, Martini a affirmé que l'humain anonyme qui a fait la voix de FN Meka était noir et que l'équipe derrière Meka était "l'une des équipes les plus diverses que l'on puisse avoir".
Le groupe de campagne Industry Blackout a exigé le retrait de FN Meka du label et des excuses publiques de la part de Capitol, décrivant dans une déclaration la caricature, les stéréotypes et l'appropriation culturelle des artistes noirs que FN Meka représentait selon eux,. Le 23 août 2022, Capitol Music Group (CMG) a publié une déclaration d'excuses annonçant qu'il avait retiré FN Meka « avec effet immédiat » et a déclaré qu'il avait signé FN Meka « sans poser suffisamment de questions sur l'équité et le processus créatif derrière. » À la suite de son abandon, « Florida Water » a également été retiré des services de streaming,.
Un jour après, le rappeur Kyle the Hooligan a affirmé sur Instagram qu'il était la voix originale de FN Meka. Il a allégué que Factory New l'a "ghosté" vers 2021 après que FN Meka ait gagné en popularité et qu'ils n'ont respecté aucun des engagements qu'ils lui avaient promis. Il a également déclaré qu'il ne savait pas qui était le chanteur sur "Florida Water",. Lorsque Billboard a demandé à parler avec des créatifs noirs impliqués dans le projet, Martini a affirmé qu'ils souhaitaient rester anonymes. Après le retour de bâton, Martini a quitté le projet et a déclaré que le traitement de Kyle par le projet était "profondément en désaccord avec ses valeurs fondamentales". Kyle the Hooligan a annoncé le 28 août 2022 qu'il avait l'intention de poursuivre Brandon Le et Factory New.

## Discographie
- 2019 : Internet[19]
- 2019 : Moonwalkin[20]
- 2021 : Speed Demon[21]
- 2022 : Florida Water feat. Clix, Gunna[22]